# Friele Gensfleisch zur Laden
Friele Gensfleisch zur Laden (* um 1345; † 1419 wahrscheinlich in Mainz) war ein Mitglied des Mainzer Patriziergeschlechts der Gensfleisch in Mainz. Er war ein Mitglied des Mainzer Rats der Alten Geschlechter und Rechenmeister der Stadt. Außerdem war er der Vater von Henne zur Laden genannt Gutenberg, besser bekannt als Johannes Gutenberg.
Friele Gensfleisch zur Laden wurde um 1345 als Sohn von Friele Gensfleisch, Ratsherr im Mainzer Rat, und dessen Frau Grete geboren. Seine Mutter trägt in einigen Quellen den Zunamen Gelthus (Geldhaus). Ihre Eltern waren Henne zur Jungen Aben (teilweise nur mit dem Zusatz „zum Gelthus“) und Fene zum Silberberg so, dass ihr eigentlicher Name Grete zur Jungen Aben war. In anderen Dokumenten wird sie allerdings „Grete zur Laden“ genannt und scheint diesen Zunamen auch an ihren Sohn Friele Gensfleisch zur Laden vererbt zu haben, der zudem im Hof zur Laden geboren wurde und dort eine Zeitlang lebte. Er hatte sieben Geschwister, Friele, Grete, Grete, Henne, Katharina, Ort und Peter. Bezeugt wird er erstmals in einer Urkunde aus dem Jahr 1372, als für ihn eine Leibrente von Frankfurt verkauft wurde, welche 1419 abgestorben ist.
Er war zweimal verheiratet. Über seine erste Frau ist nichts bekannt. Mit ihr hatte Friele Gensfleisch zur Laden eine Tochter, Patze. 1386 heiratet er, höchstwahrscheinlich verwitwet, seine zweite Frau, Else Wirich zum steinen Krame. Sie war die Tochter des nicht ratsfähigen Mainzer Händlers Werner Wirich zum steinen Krame. Mit ihr hatte er drei Kinder, Else, Friele und Henne. Alle trugen den Zunamen „zur Laden genannt Gutenberg“. Der ältere Zuname Gensfleisch wurde nach dem Übergang des Hofes an andere Familienmitglieder aufgegeben. Friele Gensfleisch zur Laden musste im Rahmen der Erbteilung auch den Hof zur Laden seinem älteren Bruder überlassen. Wahrscheinlich um die Wende des 14. zum 15. Jahrhundert oder etwas später ging der Hof zum Gutenberg, der sich bereits in der Hand der weitverzweigten Familien befand, vollständig in seinen Besitz über. Ab den 1420er Jahren wurde dann der neue Zuname „(zum) Gutenberg“ verwendet.
Als Angehöriger eines alten Ministerialengeschlechts und Mitglied der Mainzer Patrizierschaft lebte er und seine Familie zum einen vom Tuchhandel. Wie viele andere Mainzer Patrizier fiel auch seine Familie unter das lukrative erzbischöfliche Privileg des Gadenrechts. Ihm und den anderen Patriziern „unter den Gaden“ war damit das alleinige Recht auf Tuchherstellung und Tuchhandel in den Gaden, Verkaufsräumen rund um den Mainzer Dom, erlaubt. Vor allem im 13. und 14. Jahrhundert wurden dadurch viele der Patrizier sehr wohlhabend, sei es durch eigene Nutzung oder durch Verpachtung an Dritte. Er war zum anderen aber auch im Handwerksbereich und im Bankgewerbe tätig und Mitglied in der ausschließlich von Patriziern besetzten, mächtigen und elitären, Münzerhausgenossenschaft tätig. Nur hier wurde der Edelmetallhandel für die Münzprägung in Mainz geregelt und getätigt und auch nur hier durfte Geld gewechselt werden. 1411 und 1412 ist Friele Gensfleisch zur Laden einer von vier Münz- oder Rechenmeistern und damit für die Finanzen der Stadt verantwortlich.
Während seiner Lebenszeit verschärfte sich der Konflikt der Alten Geschlechter mit den Zunftbürgern, der so genannten „gemeinde“. Nach Gewaltausbrüchen in der Stadt 1411 verlässt er, zusammen mit 116 anderen Patriziern, mit allen männlichen Mitgliedern seiner Familie aus Protest die Stadt und siedelt nach Eltville um, wo seine Frau ein Haus besaß. Nach Vermittlungen des Erzbischofs zwischen beiden Parteien kehrte er zwar relativ schnell zurück nach Mainz, aber in den folgenden Jahren, bis 1417, kam es immer wieder zu Unruhen in der Stadt und zu Umzügen nach Eltville.
Friele Gensfleisch zur Laden starb 1419, höchstwahrscheinlich in Mainz.